# أوين وينديل
أوين وينديل (بالهولندية: Owen Wijndal) (28 نوفمبر 1999 بزاندام في هولندا - ) هو لاعب كرة قدم هولندي في مركز الدفاع. لعب مع إي زد ألكمار.

## روابط خارجية
- أوين وينديل على موقع الاتحاد الدولي (مؤرشف)  (الإنجليزية)
- أوين وينديل على موقع الاتحاد الأوربي (الإنجليزية)
- أوين وينديل على موقع قاعدة بيانات كرة القدم.إي يو (الإنجليزية)
- أوين وينديل على موقع ناشيونال فوتبول تيمز (الإنجليزية)
- أوين وينديل على موقع Soccerway.com (الإنجليزية)
- أوين وينديل على موقع عالم كرة القدم.نت (الإنجليزية)